# Lysandra pulchra
Lysandra pulchra är en fjärilsart som beskrevs av Leo Andrejewitsch Sheljuzhko 1928. Lysandra pulchra ingår i släktet Lysandra och familjen juvelvingar. Inga underarter finns listade i Catalogue of Life.